# Värtsilä (commune)
Pour les articles homonymes, voir Värtsilä.
Värtsilä est une  ancienne municipalité de Carélie du Nord en Finlande.

## Histoire
Le 1er janvier 2005, Värtsilä est absorbée Tohmajärvi.
Au 1er janvier 2004, la superficie de Värtsilä était de 135,9 km2 et au 31 décembre 2004 elle comptait 614 habitants.

## Transports
Värtsilä est à l'intersection de la Route bleue et de la  route du poème et de la frontière et de la route des églises de Carélie.
Värtsilä est traversée par la ligne Niirala–Säkäniemi.
A Värtsilä se trouve le poste-frontière de Niirala de la gare de Niirala.

## Personnalités
- Nils Ludvig Arppe (1803-1861), industriel finlandais, est mort à Värtsilä.